# Марфино (Вологодский район)
Ма́рфино — деревня в Вологодском районе Вологодской области при впадении реки Козьма в Вологду.
Входит в состав Майского сельского поселения (с 1 января 2006 года по 8 апреля 2009 года входила в Октябрьское сельское поселение), с точки зрения административно-территориального деления — в Октябрьский сельсовет.
По переписи 2002 года население — 298 человек (139 мужчин, 159 женщин). Преобладающая национальность — русские (94 %). В 2000-х и 2010-х годах в деревне велось активное коттеджное строительство, и на начало 2017 года в Марфино зарегистрировано 1082 жителя в 428 домохозяйствах.

## География
Деревня расположена на правом берегу реки Вологды вдоль автодороги федерального значения А119 «Вологда — Медвежьегорск».
Расстояние до границы районного центра Вологда по автодороге — 5 км, до его центра по автодороге — 12 км, до центра муниципального образования посёлок Майский по прямой — 3 км на юго-восток. Ближайшие населённые пункты — деревни Шаньково, Маурино, Поповка, Деревенька, Семёнково, Обсаково.

## Экономика
База предприятия Вологодская геологоразведочная партия (бурение скважин, в том числе на воду). Архитектурно-этнографический музей Вологодской области расположен напротив деревни по другую сторону федеральной трассы.
Инфраструктура: детсад (2 здания), торговый центр (супермаркет «Пятёрочка» с аптекой, кулинария), 2 промтоварно-продовольственных магазина, 2 гостевых дома. Ближайшие медицинские учреждения и почта работают в селе Молочное, культурные и спортивные учреждения — в центре поселения Майский, средние школы в Майском и Молочном.

## Перечень улиц
Всего в деревне 19 улиц:
1.Береговая
2.Верещагина
3.Вологодская
4.Западная
5.Звёздная
6.Клубова
7.Луговая
8.Мастеров
9.Молодёжная
10.Набережная улица
11.Панкратова
12.Прибрежная
13.Речной переулок
14.Садовая
15.Сосновая улица
16.Сосновая аллея
17.Строителей
18.Центральная
19.Шоссейная